# Kim Yu-rim
Kim Yu-rim (koreanisch 김유림; * 3. Februar 1990 in Seoul) ist eine ehemalige südkoreanische Eisschnellläuferin.

## Werdegang
Kim startete zu Beginn der Saison 2005/06 in Salt Lake City erstmals im Eisschnelllauf-Weltcup, wobei sie die Plätze 25 und 23 über 1000 m sowie die Plätze 30 und 26 über 500 m errang. Im weiteren Saisonverlauf gewann sie bei den Juniorenweltmeisterschaften 2006 in Erfurt die Silbermedaille in der Teamverfolgung sowie die Goldmedaille im Mehrkampf und erreichte mit dem achten Platz in Milwaukee über 1000 m sowie in der Teamverfolgung in Turin ihre einzigen Top-Zehn-Platzierungen im Weltcup. Zudem belegte sie bei der Sprintweltmeisterschaft 2006 in Heerenveen den 21. Platz im Sprint-Mehrkampf und bei den Olympischen Winterspielen 2006 in Turin den 28. Platz über 1000 m sowie den 20. Rang über 500 m. In der folgenden Saison wurde sie südkoreanische Juniorenmeisterin im Mehrkampf und bei den Juniorenweltmeisterschaften 2007 in Innsbruck Siebte im Mehrkampf. Zudem holte sie dort die Silbermedaille in der Teamverfolgung und bei den Einzelstreckenasienmeisterschaften 2007 in Changchun die Goldmedaille über 1000 m. Bei den Winter-Asienspielen 2007 in Changchun errang sie den neunten Platz über 500 m und gewann über 1000 m die Bronzemedaille. Über diese Distanz sowie im Sprint-Mehrkampf siegte sie bei den südkoreanischen Meisterschaften 2007. Nachdem sie im November 2007 erneut den südkoreanischen Meistertitel über 1000 m erringen konnte, lief sie bei den Einzelstreckenweltmeisterschaften 2008 in Nagano auf den 20. Platz über 500 m, auf den 16. Rang über 1500 m sowie auf den 15. Platz über 1000 m. Im folgenden Jahr holte sie bei der Winter-Universiade in Harbin die Silbermedaille in der Teamverfolgung. In der Saison 2009/10 absolvierte sie in Salt Lake City ihren letzten Weltcup, welchen sie in der B-Gruppe auf dem 21. Platz über 1000 m beendete und nahm auf diese Distanz an den Olympischen Winterspielen 2010 in Vancouver teil, wobei sie aber stürzte. Bei den Einzelstreckenasienmeisterschaften 2012 in Astana holte sie die Bronzemedaille über 500 m und die Silbermedaille über 1000 m.

## Erfolge

### Olympische Spiele
- 2006 Turin: 20. Platz 500 m, 28. Platz 1000 m
- 2010 Vancouver: DNF 1000 m

### Einzelstrecken-Weltmeisterschaften
- 2008 Nagano: 15. Platz 1000 m, 16. Platz 1500 m, 20. Platz 500 m

### Sprint-Weltmeisterschaften
- 2006 Heerenveen: 21. Platz Mehrkampf

### Asienmeisterschaften
- 2007 Changchun: 1. Platz 1000 m, 5. Platz 500 m
- 2012 Astana: 2. Platz 1000 m, 3. Platz 500 m

## Persönliche Bestzeiten
| Disziplin | Zeit        | Datum             | Ort            |
| --------- | ----------- | ----------------- | -------------- |
| 500 m     | 38,68 s     | 20. November 2005 | Salt Lake City |
| 1000 m    | 1:16,34 min | 11. November 2007 | Salt Lake City |
| 1500 m    | 1:58,05 min | 10. November 2007 | Salt Lake City |
| 3000 m    | 4:21,13 min | 9. August 2009    | Calgary        |